# 닥터 후의 소실된 에피소드 목록
영국의 장수 SF 드라마 《닥터 후》의 일부 초창기 에피소드는 BBC에서 보존하지 못하고 소실된 채로 남았는데, 이를 미싱 에피소드(영어: Missing Episode, 소실된 에피소드)라고 부른다. 1967년부터 1978년까지 BBC는 아카이브로 보관 중이던 프로그램 원본 및 녹화 필름을 폐기하는 정책을 취했는데, 수요 공간 부족, 필름과 테이프 부족, 재방송 권한 미확보 등의 현실적인 문제로 인한 것이었다. 그 결과 1963년부터 1969년까지 6년간의 방영분, 총 253화 중에서 97화가 소실된 상황이다. 이들 다수가 1대 닥터와 2대 닥터를 주인공으로 하는 시즌 3, 시즌 4, 시즌 5에 해당되며, 시리얼 단위로 따지면 총 26개 시리얼에 걸쳐 있다. 이 밖에도 소실된 에피소드는 더 많았으나, 당시 해외 방송사의 수출 방영본을 통해 입수, 운좋게 복원할 수 있었던 사례도 존재한다.
이렇게 방영본이 소실된 것은 《닥터 후》만의 일은 아니다. 1978년 BBC의 아카이빙 정책 개정이 이뤄지기까지, 장르를 가리지 않은 수많은 프로그램의 수천 시간에 달하는 방영분이 폐기되고 말았다. 같은 방식으로 똑같이 에피소드가 소실된 6·70년대 드라마로는 《대드스 아미》, 《Z-카》, 《웬즈데이 플레이》, 《틸 데스 어스 두 파트》, 《스텝토 앤드 손》 등이 있으며, 민영방송 ITV, 소속 방송국인 어소시에이티드 텔레비전의 사정도 마찬가지여서 《어벤저스》도 초창기 방영분 비디오가 소실된 상태다.
하지만 《닥터 후》의 경우 소실된 에피소드를 복원할 수 있는 환경이 갖춰져 있다. 우선 소실된 에피소드 97화 전부가 운 좋게도 녹음본으로는 남아 있는데, 방영 당시 드라마 팬들이 가정에서 직접 녹음한 것이다. 또 여기에 대다수가 짧은 영상, 제작현장 스틸컷, 텔레스냅 (TV 화면을 갈무리) 등으로 시각 자료가 남아 있어 눈으로 보기에 어떤 장면인지도 유추가 가능하다. 이와 함께 컬러방송이 개시된 시점에서 방영된 70년대 에피소드의 경우, 다른 드라마였다면 힘들었을 컬러 복원도 전부 이뤄졌다.
사라진 에피소드를 하나둘씩 찾으려는 노력은 BBC와 닥터후 팬덤 모두가 이어가고 있다. 이렇게 되찾은 에피소드는 VHS와 DVD판으로 널리 공개되어 보존되며, 사운드트랙의 경우에도 카세트 테이프나 CD로 발매된다. 끝내 영상을 찾지 못한 에피소드라도 각 장면을 눈으로 볼 수 있도록, 남은 녹음본과 대사를 기반으로 특별히 애니메이션화를 의뢰 제작하거나, 현존하는 영상, 사진자료로 재구성되고 있다.

## 소실된 에피소드 목록
2013년 10월 기준으로 총 97개의 에피소드가 소실된 상태로 남아 있다. 시리얼 단위로 세면 총 26개 시리얼에 걸쳐 있으며, 모든 화가 소실된 것은 총 10개 시리얼이다. 이들 대다수는 시즌 3, 4, 5에 속해 있으며, 세 시즌만 따로 세더라도 총 79개 에피소드가 빈 자리로 남아 있다. 세 시즌 전체 시리얼이 26개 시리얼인데 그 중 21개 시리얼에 해당되는 셈이다. 반면 시즌 1, 2, 6의 경우 18개 에피소드만 소실되었으며, 전체 26개 시리얼 중 5개 시리얼에 속한다.
소실된 에피소드 가운데 영상 자료가 하나도 남지 못한 시리얼은 〈Marco Polo〉, 〈Mission to the Unknown〉, 〈The Massacre of St Bartholomew's Eve〉의 세 시리얼이며, 나머지는 전부 영상 자료가 조금이나마 남아 있다. 그리고 음성 녹음본의 경우 한 시리얼도 빠짐 없이 모든 에피소드가 남아 있다. 사라진 에피소드가 가장 많은 시기는 2대 닥터 (패트릭 트로턴) 시기로, 총 53개 에피소드가 소실되어 1대 닥터 (윌리엄 허트넬)의 44개 에피소드 소실보다 조금 더 많다. 하지만 모든 화가 소실된 시리얼 수로 따지면 1대 닥터 시기가 총 6개 시리얼로, 2대 닥터의 4개 시리얼보다 더 많다.
2022년 8월 기준으로 소실된 에피소드는 모두 애니메이션화 복원, 텔레스냅 캡처본 복원이 이뤄져 공식적으로 '복구'된 상태이다. 복원 에피소드는 모두 BBC 월드와이드에서 DVD 등의 시청 매체로 발매하였다.
 빨강 으로 칠해진 편은 모든 화가 소실된 시리얼을 말한다.
| 닥터 (화수) | 시즌 | 전체 화수 중 소실본 | 순번        | 시리얼                                   | 소실본 / 방영본 | 소실된 에피소드                |
| ----------- | ---- | ------------------- | ----------- | ---------------------------------------- | --------------- | ------------------------------ |
| 1대 (44화)  | 1    | 42화 / 9화          | 004         | 〈Marco Polo〉                           | 7 / 7           | 전체                           |
| 1대 (44화)  | 1    | 42화 / 9화          | 008         | 〈The Reign of Terror〉                  | 2 / 6           | 4화, 5화                       |
| 1대 (44화)  | 2    | 39화 / 2화          | 014         | 〈The Crusade〉                          | 2 / 4           | 2화, 4화                       |
| 1대 (44화)  | 3    | 45화 / 28화         | 018         | 〈Galaxy 4〉                             | 3 / 4           | 1화, 2화, 4화                  |
| 1대 (44화)  | 3    | 45화 / 28화         | 019         | 〈Mission to the Unknown〉               | 1 / 1           | 전체                           |
| 1대 (44화)  | 3    | 45화 / 28화         | 020         | 〈The Myth Makers〉                      | 4 / 4           | 전체                           |
| 1대 (44화)  | 3    | 45화 / 28화         | 021         | 〈The Daleks' Master Plan〉              | 9 / 12          | 1화, 3·4화, 6·7·8·9화, 11·12화 |
| 1대 (44화)  | 3    | 45화 / 28화         | 022         | 〈The Massacre of St Bartholomew's Eve〉 | 4 / 4           | 전체                           |
| 1대 (44화)  | 3    | 45화 / 28화         | 024         | 〈The Celestial Toymaker〉               | 3 / 4           | 1·2·3화                        |
| 1대 (44화)  | 3    | 45화 / 28화         | 026         | 〈The Savages〉                          | 4 / 4           | 전체                           |
| 1대 (44화)  | 4    | 43화 / 33화         | 028         | 〈The Smugglers〉                        | 4 / 4           | 전체                           |
| 1대 (44화)  | 4    | 43화 / 33화         | 029         | 〈The Tenth Planet〉                     | 1 / 4           | 4화                            |
| 2대 (53화)  | 4    | 43화 / 33화         | 030         | 〈The Power of the Daleks〉              | 6 / 6           | 전체                           |
| 2대 (53화)  | 4    | 43화 / 33화         | 031         | 〈The Highlanders〉                      | 4 / 4           | 전체                           |
| 2대 (53화)  | 4    | 43화 / 33화         | 032         | 〈The Underwater Menace〉                | 2 / 4           | 1화, 4화                       |
| 2대 (53화)  | 4    | 43화 / 33화         | 033         | 〈The Moonbase〉                         | 2 / 4           | 1화, 3화                       |
| 2대 (53화)  | 4    | 43화 / 33화         | 034         | 〈The Macra Terror〉                     | 4 / 4           | 전체                           |
| 2대 (53화)  | 4    | 43화 / 33화         | 035         | 〈The Faceless Ones〉                    | 4 / 6           | 2화, 4·5·6화                   |
| 2대 (53화)  | 4    | 43화 / 33화         | 036         | 〈The Evil of the Daleks〉               | 6 / 7           | 1화, 3·4·5·6·7화               |
| 2대 (53화)  | 5    | 40화 / 18화         | 038         | 〈The Abominable Snowmen〉               | 5 / 6           | 1화, 3·4·5·6화                 |
| 2대 (53화)  | 5    | 40화 / 18화         | 039         | 〈The Ice Warriors〉                     | 2 / 6           | 2·3화                          |
| 2대 (53화)  | 5    | 40화 / 18화         | 041         | 〈The Web of Fear〉                      | 1 / 6           | 3화                            |
| 2대 (53화)  | 5    | 40화 / 18화         | 042         | 〈Fury from the Deep〉                   | 6 / 6           | 전체                           |
| 2대 (53화)  | 5    | 40화 / 18화         | 043         | 〈The Wheel in Space〉                   | 4 / 6           | 1·2화, 4·5화                   |
| 2대 (53화)  | 6    | 44화 / 7화          | 046         | 〈The Invasion〉                         | 2 / 8           | 1화, 4화                       |
| 2대 (53화)  | 6    | 44화 / 7화          | 049         | 〈The Space Pirates〉                    | 5 / 6           | 1화, 3·4·5·6화                 |
|             |      |                     | 26개 시리얼 | 26개 시리얼                              | 97개 에피소드   | 97개 에피소드                  |

## 같이 보기
- 닥터 후의 에피소드 목록
  - 닥터 후의 보조 에피소드 목록
  - 닥터 후의 무산된 에피소드 목록
- 닥터 후의 역사